# Religia Lidyjczyków
Religia Lidyjczyków – politeistyczna, znana tylko ze źródeł greckich.
Czcili frygijską boginię Kybele (Kubabę), luwijskiego Sandasa i Tivdasa oraz bóstwa greckie: Zeusa, Artemidę efezką, Appola, Dionizosa i Demeter.